# Scooby Doo and Guess Who?
Scooby Doo and Guess Who? trinaesti je animirani serijal iz serije Scooby Doo. Stvoren je u studiju Warner Bros. i premijerno prikazivan od 2019. do 2020. godine. Trenutno uključuje 41 epizodu, a kako premijerno prikazivanje nije gotovo još nije poznat ukupan broj epizoda.
U Hrvatskoj je druga sezona serije dostuona na streaming servisu HBO GO sa sinkronizacijom na hrvatski jezik prikazivao pod naslovom Scooby-Doo! A tko je još tu?.

## Glasovi